# Diphyscium fulvifolium
Diphyscium fulvifolium är en bladmossart som beskrevs av Mitten 1891. Diphyscium fulvifolium ingår i släktet Diphyscium och familjen Buxbaumiaceae. Inga underarter finns listade i Catalogue of Life.